# アイザイア・アームウッド
アイザイア・アームウッド（Isaiah Armwood, 1990年12月28日 - ）は、アメリカ合衆国のプロバスケットボール選手。メリーランド州ボルチモア出身。ポジションはパワーフォワード。

## 来歴
2014年にイタリアのクラブでプロキャリアをスタートさせる。2016年には日本のライジングゼファーフクオカでプレーした。その後はNBAゲータレード・リーグやヨーロッパのクラブを渡り歩き、2023年にB2リーグの神戸ストークスに所属した。しかし、10月21日の山形ワイヴァンズ戦で靱帯損傷の怪我に見舞われインジュアリーリスト入りした。2月に戦線復帰し、5試合に出場するも2024年3月1日付で契約解除となった。
2024年8月14日、Bリーグ自由交渉選手リストから抹消され、スポルティングCPへ復帰すると発表された。

## 人物

### 選手としての特徴
神戸ストークスは「巧みにパスを引き出す効果的でしなやかな動き出しを持ち味とし、スピード感あふれるプレースタイルで得点を重ねます。また、跳躍力を生かしたブロックや打点の高いアウトサイドからの3Pシュートも得意としており、オールラウンドプレイヤーとしてストークスを勝利に導くアームウッド選手の活躍にご期待ください！」と評価している。